# شتاينفورت (قضاء)

شعار قضاء شتاينفورت

قضاء شتاينفورت أو اشتَينِفُرت (بالألمانية: Kreis Steinfurt) هو قضاء في شمالي ولاية شمال الراين - وستفاليا الألمانية. يقع الجزء الغربي من القضاء في بلاد مونستر في حين يقع الجزء الشرقي منه في بلاد تكلنبورغ. تختلف حدود قضاء شتاينفورت الحالي عن حدود القضاء القديم المسمى أيضا باسم مدينة شتاينفورت والذي تأسس عام 1816 ويدعى لدى العامة «قضاء بورغ شتاينفورت». دمج القضاء القديم مع قضاء تكلنبورغ وأجزاء من قضاء مونستر المنحل في إطار الإصلاحات الإقليمية سنة 1975 المتمثلة بقانون مونستر/هام. يقع أعلى ارتفاع في القضاء في جبل وستربك في بلدية لينن. ويبلغ 236 مترا فوق مستوى البحر.